# کلمنته یرووی
کلمنته یرووی (انگلیسی: Clemente Yerovi; زاده ۱۰ اوت ۱۹۰۴ – درگذشته ۱۹ ژوئیهٔ ۱۹۸۱) سیاستمدار اهل اکوادور بود. وی از ۳۰ مارس ۱۹۶۶ تا ۱۶ نوامبر ۱۹۶۶ رئیس‌جمهور موقت اکوادور بود.
کلمنته یرووی در ۱۹ ژوئیه ۱۹۸۱، در سن ۷۶ سالگی بر اثر نارسایی قلبی درگذشت.